# Alojzij Bole
Alojzij Bole, slovenski učitelj,  * 25. junij 1898, Trst, † 6. december 1967, Trst.

## Življenje in delo
Rodil se je očetu Alojziju st. in materi Mariji (rojena Piščanec) v Rojanu. Obvezno šolo je obiskoval v rojstnem kraju, nato je zaključil učiteljišče v Tolminu (1921) je do 1923 služboval v Dutovljah, nato do leta 1932 v Pliskovici, ko ga je fašistična oblast prestavila v Treviso (pokrajina Treviso), kjer je ostal do konca vojne, ko se je vrnil v Trst. V Svobodnem tržaškem ozemlju - STO je sodeloval pri obnovitvi slovenskih šol v Trstu. Takoj ob obnovitvi slovenskega šolstva je postal ravnatelj slovenskega osnovnošolskega okrožja, nato pa svetovalec pri Šolskem skrbništvu v Trstu. V letih 1959−1963 je bil nadzornik slovenskih osnovnih šol na Tržaškem. Leta 1947 je izdal učbenik Računico za 4. razred slovenskih osnovnih šol. Angažiral se je tudi v politiki in bil med drugim soustanovitelj Slovenske demokratske zveze (predhodnice stranke Slovenska skupnost - SSk) in Slovenskega dobrodelnega društva v Trstu.
Ob upokojitvi leta 1963 ga je predsednik Italije odlikoval z redom viteza.